# Intralichen lichenicola
Intralichen lichenicola är en lavart som först beskrevs av M.S. Christ. & D. Hawksw., och fick sitt nu gällande namn av D. Hawksw. & M.S. Cole 2002. Intralichen lichenicola ingår i släktet Intralichen, divisionen sporsäcksvampar och riket svampar.  Arten är reproducerande i Sverige. Inga underarter finns listade i Catalogue of Life.